# Euploea roeselii
Euploea roeselii är en fjärilsart som beskrevs av Moore 1883. Euploea roeselii ingår i släktet Euploea och familjen praktfjärilar. Inga underarter finns listade i Catalogue of Life.